# Urtima riksdagen 1815
Urtima riksdagen 1815 hölls i Stockholm.
Riksdagskallelsen utfärdades den 13 december 1814 och ständerna samlades i Stockholm den 27 februari 1815. Detta var en urtima riksdag och riksdagen öppnades den 6 mars. Till ridderskapet och adelns talman (lantmarskalk) utsågs Carl Mörner. Prästeståndets talman var ärkebiskopen Jacob Axelsson Lindblom, borgarståndets talman var direktör Hans Niclas Schwan och bondeståndets talman var bonden Lars Olsson från Bohuslän.
Riksdagen avslutades den 9 augusti 1815.

## Riksdagsmän
- Prästeståndets ledamöter vid urtima riksdagen 1815